# Louis Goldsteen
Louis Goldsteen (Amsterdam, 6 maart 1876 – Huntington, 12 augustus 1940), in de Verenigde Staten bekend als Louis Dornay, was een Nederlands zanger. Zijn stembereik was tenor.
Hij was zoon van schilder Gerard Goldsteen en Betje Itallie, die een aantal dagen na de geboorte van haar zoon overleed. Louis trouwde met Julie Lewenstein, met wie hij een dochter kreeg, de latere pianiste Frederika (Frieda) Helena Goldsteen, die op haar beurt trouwde met dirigent Anatol Knorre. Goldsteen was enige tijd werkzaam voor de naaimachinehandel Lewenstein. Het echtpaar scheidde, Julie zou in 1944 in Auschwitz omgebracht worden. Louis Goldsteen, dan al Louis Dornay geheten, hertrouwde in 1923 in de Verenigde Staten met Betsy Culp.
Hij kreeg zijn muziekopleiding van Johannes Messchaert, die zijn stem te hoog vond voor bariton. Hij kreeg vervolgens les van Cateau Esser en Betsy Bongers, Willem Mengelberg en Federico Morello. Hij begon vrijwel direct in kleine zalen te zingen. Mengelberg liet hem in de Grote Zaal van het Koninklijk Concertgebouw debuteren tijdens een concert op 19 december 1907 met een uitvoering van de Eine Faust Symphonie van Franz Liszt. Twee maanden eerder was hij al met pianiste Johanna Heijmann te horen geweest in de Kleine Zaal met een liederenavond. Vervolgens trok Goldsteen het land door met concerten en oratoria. Hij leende zijn stem daarbij ook wel uit aan de (Nieuw) Nederlandse Opera, Theater Royale in Luik en Koninklijke Muntschouwburg in Brussel. Zijn zangkunst ging bijna altijd gepaard met goede kritieken. In 1912 besloot hij verder te gaan onder de artiestennaam Louis Dornay (Dor stond voor d’or, goud of te wel Gold). Hij vertrok naar Duitsland om er te gaan zingen bij operagezelschappen in Berlijn, Hamburg en Keulen en ook Boedapest. Eind 1913 moest hij echter naar Londen om daar zijn eerste plaatje op te nemen voor Columbia Records. Als in 1914 de Eerste Wereldoorlog uitbreekt, komt hij terug naar Nederland. Er was voor hem geen plaats meer in Duitsland en de Dubbelmonarchie Oostenrijk-Hongarije. Er golden tevens reisrestricties. Op 12 december 1914 zong hij samen met Aaltje Noordewier-Reddingius en Pauline de Haan-Manifarges in het Weihnachtsoratorium van Johann Sebastian Bach, waar de recensenten toch wat moeite hadden met zijn stem vergeleken met de damestemmen. In 1920 leende hij zijn stem uit aan de N.V. Nationale Opera, maar verbond zich later voor even aan de Carl Rosa Company in Londen, om zich weer snel te verbinden aan de N.V. Nationale Opera. Hij vertrok naar de Verenigde Staten en maakte aldaar ook weer plaatopnamen. Op 2 juli 1923 trad hij in New York in het huwelijk met Betsy Culp. Na een kort verblijf in Nederland trok het echtpaar voor een concertreis naar Nederlands-Indië , maar daarna vestigde het echtpaar zich in New York, alwaar hij in 1930 genaturaliseerd werd. In 1933 richtte het echtpaar de muziekschool Dornay Culp Studio op.
Hij stierf aan een hartinfarct in zijn woning aan Deer Park Avenue in Huntington, zijn vrouw kwam terug naar Nederland. Zijn stem is via talloze opnamen bewaard gebleven.
- Nationale Bibliotheek van Israël: 987007398262905171
- Virtual International Authority File: 33153833229764332288